# Lavarone

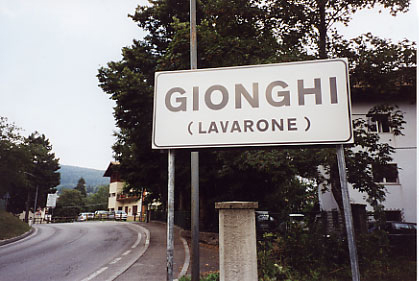
Ortsschild am Eingang von Gionghi, dem Gemeindesitz von Lavarone

Lavarone (zimbrisch Lavròu, deutsch Lafraun) ist eine italienische Gemeinde (comune) mit 1200 Einwohnern (Stand 31. Dezember 2023) auf der gleichnamigen Hochebene in der Provinz Trient. Die Bezeichnung Lavarone ist (vor-)romanischen Ursprungs und leitet sich vermutlich von „làvara“ („flacher Stein“, „Felsplatte“) her. Lavarone ist Verwaltungssitz der Talgemeinschaft Magnifica Comunità degli Altipiani Cimbri.
Lavarone (im dialektalen Lavaronese „Lavarón“, im Cimbro „Lavròu“, im Deutschen veraltet „Lafraun“) ist eine italienische Gemeinde mit 1.194 Einwohnern in der autonomen Provinz Trient. Sie gehört zur „Magnifica Comunità degli Altipiani Cimbri“, deren Verwaltungssitz sich im Ortsteil Gionghi befindet. Historisch ist die Gemeinde Lavarone mit der österreichischen Gemeinde Braunau am Inn und der italienischen Gemeinde Prato befreundet.

## Geographie
Die Gemeinde Lavarone liegt auf dem gleichnamigen Hochplateau in der Provinz Trient auf etwa 1.200 Metern über dem Meeresspiegel. Sie grenzt an die Gemeinden Caldonazzo, Folgaria, Luserna und im Süden an die Provinz Vicenza. Auf dem Gemeindegebiet gibt es 19 verschiedene Ortschaften, und es gehört zur „Magnifica Comunità degli Altipiani Cimbri“.

## Lago di Lavarone
Im Gemeindegebiet gibt es einen kleinen See, um den Sigmund Freud häufig spazieren ging, als er 1904, 1906, 1907 und 1923 seinen Urlaub in Lavarone verbrachte. Im Sommer ist der See zum Baden geeignet, und im Winter kann man dort Eislaufen. Zudem wird seit 1985 jährlich ein Kurs zur Rettungstechnik unter dem Eis vom ANIS (Nationaler Verband der Tauchlehrer) veranstaltet.

## Herkunft des Namens
Der Name Lavarone könnte verschiedene Ursprünge haben. Einige Theorien führen ihn auf eine vorkeltische oder romanische Herkunft zurück, möglicherweise von „làvara“, was „flache Steinplatte“ bedeutet. Eine andere Theorie verbindet den Namen mit dem lateinischen Begriff „fossa luparia“ („Wolfsfalle“), von dem „lovèra“ und „lovàra“ abgeleitet werden könnten. Auch eine Ableitung von „lappa“ (Lappen) oder von der keltischen Wurzel „lab“ („überflutet“) ist möglich. Es gibt auch eine Theorie, dass der Name von „Liebefrau“ abgeleitet ist, im Zusammenhang mit einer Legende über die Entstehung des Sees.

## Geschichte
Die ersten Anzeichen menschlicher Besiedlung in der Region stammen von alten Schmelzöfen und Schuttablagerungen in der Gegend von Millegrobbe. Es gibt unbestätigte Theorien, dass die Region bereits im 19. Jahrhundert v. Chr. bewohnt war.
Die erste schriftliche Erwähnung von Lavarone stammt aus dem Jahr 1184 in einem päpstlichen Dokument, in dem Papst Lucius III. die Besitztümer des Bischofs von Feltre unter seinen Schutz stellte. Während der römischen, fränkischen und langobardischen Besetzung war Lavarone Teil der römischen Provinz und später der Grenze des Heiligen Römischen Reiches.

## Die Zimberische Kolonisation
Im 12. und 13. Jahrhundert kamen bayerische Siedler in die Region. Diese Kolonisten waren vor allem in der Kohlenproduktion und Holzernte tätig und lebten in verstreuten Höhlen, was den urbanen Aufbau prägte. Viele Siedler sprachen Deutsch, was sich noch heute in vielen Ortsnamen widerspiegelt.

## Erster Weltkrieg
Lavarone war aufgrund seiner strategischen Lage an der Grenze ein wichtiger militärischer Punkt im Ersten Weltkrieg. Die Region wurde in ein Fortifikationssystem umgewandelt, das mit den nahegelegenen Forts in Folgaria verbunden war. Die Zeugnisse aus dieser Zeit, wie das „Forte Belvedere Gschwent“, sind heute als Museen erhalten.

## Symbolik
Das Wappen von Lavarone wurde am 19. Mai 1930 offiziell anerkannt. Es zeigt in zwei Feldern: im ersten ein silbernes „M“ auf rotem Grund, im zweiten ein Wellenbalken in Silber und Grün.

## Monumente und Sehenswürdigkeiten
Zu den religiösen Bauwerken zählen:
- die Kirche von San Floriano in Chiesa
- die Kirche der Heiligen Maria Assunta in Cappella
- die Kirche der Madonna della Salette in Piccoli
- die Kirche der Madonna Pellegrina in Slaghenaufi

## Einwohner
Die Bevölkerungsentwicklung von Lavarone ist überwiegend italienischsprachig, aber es gibt noch einen geringen Anteil an Sprechern des Cimbro, einer alten deutschen Mundart.

## Wirtschaft
Die Wirtschaft von Lavarone stützt sich hauptsächlich auf den Sommer- und Wintertourismus. Im Gebiet gibt es etwa 10.000 Übernachtungsmöglichkeiten, darunter Hotels, Residenzen und private Wohnungen. Landwirtschaft, insbesondere die Käseproduktion, spielt ebenfalls eine wichtige Rolle, wobei der „Vezzena“-Käse mit geschützter Ursprungsbezeichnung (DOP) hervorsticht.

## Sport
Lavarone bietet im Sommer zahlreiche Freizeitmöglichkeiten wie Wanderungen und Mountainbiking, insbesondere entlang der ehemaligen Kriegslinien. Im Winter gibt es ein großes Skigebiet, das Ski Center Lavarone, das für alpine Ski- und Snowboard-Aktivitäten bekannt ist. Das Gebiet verfügt über zahlreiche Pisten und ein Snowpark für Snowboarder.

### Bevölkerungsentwicklung
| Jahr      | 1921 | 1931 | 1951 | 1961 | 1971 | 1981 | 1991 | 2001 | 2011 | 2021 |
| --------- | ---- | ---- | ---- | ---- | ---- | ---- | ---- | ---- | ---- | ---- |
| Einwohner | 1664 | 1558 | 1468 | 1478 | 1178 | 1151 | 1092 | 1084 | 1087 | 1186 |

Quelle: ISTAT

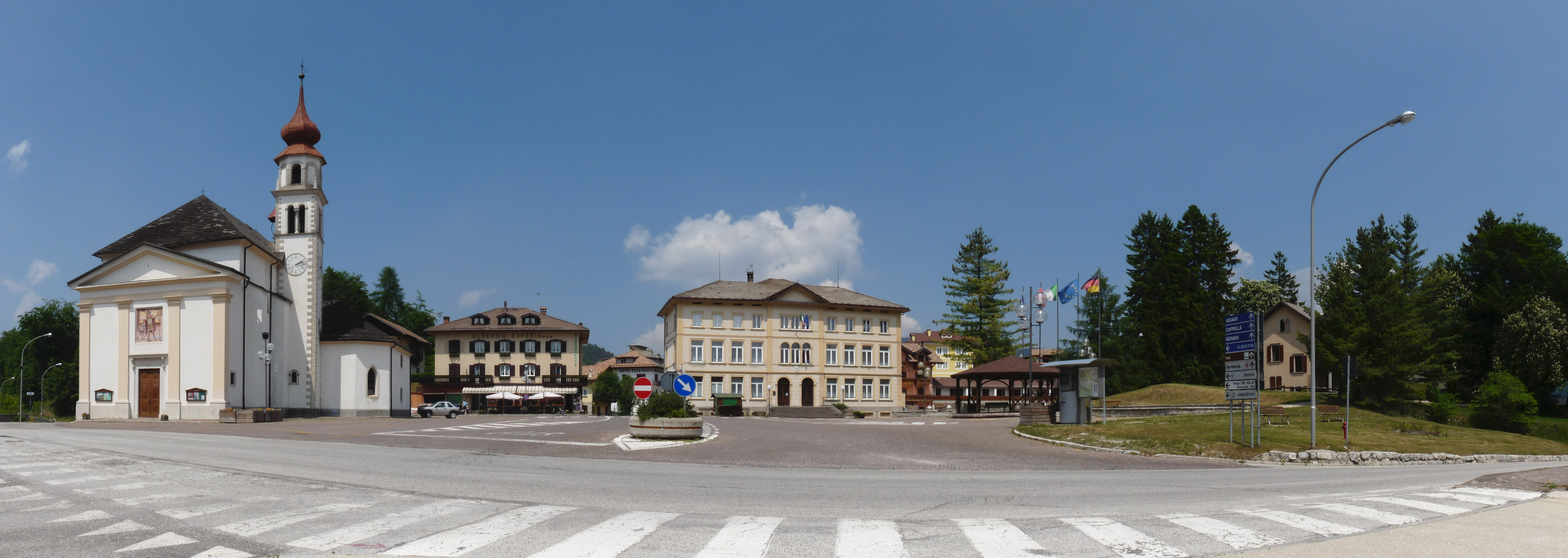
Piazza Italia – Ortsteil Chiesa
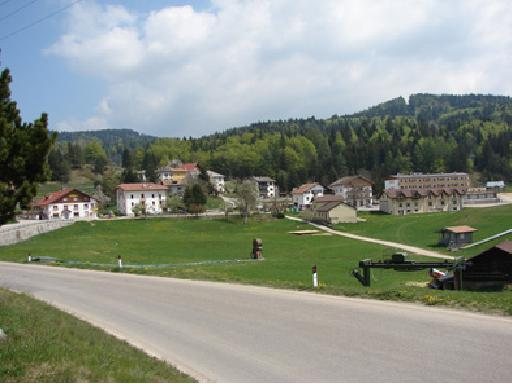
Ortsteil Bertoldi
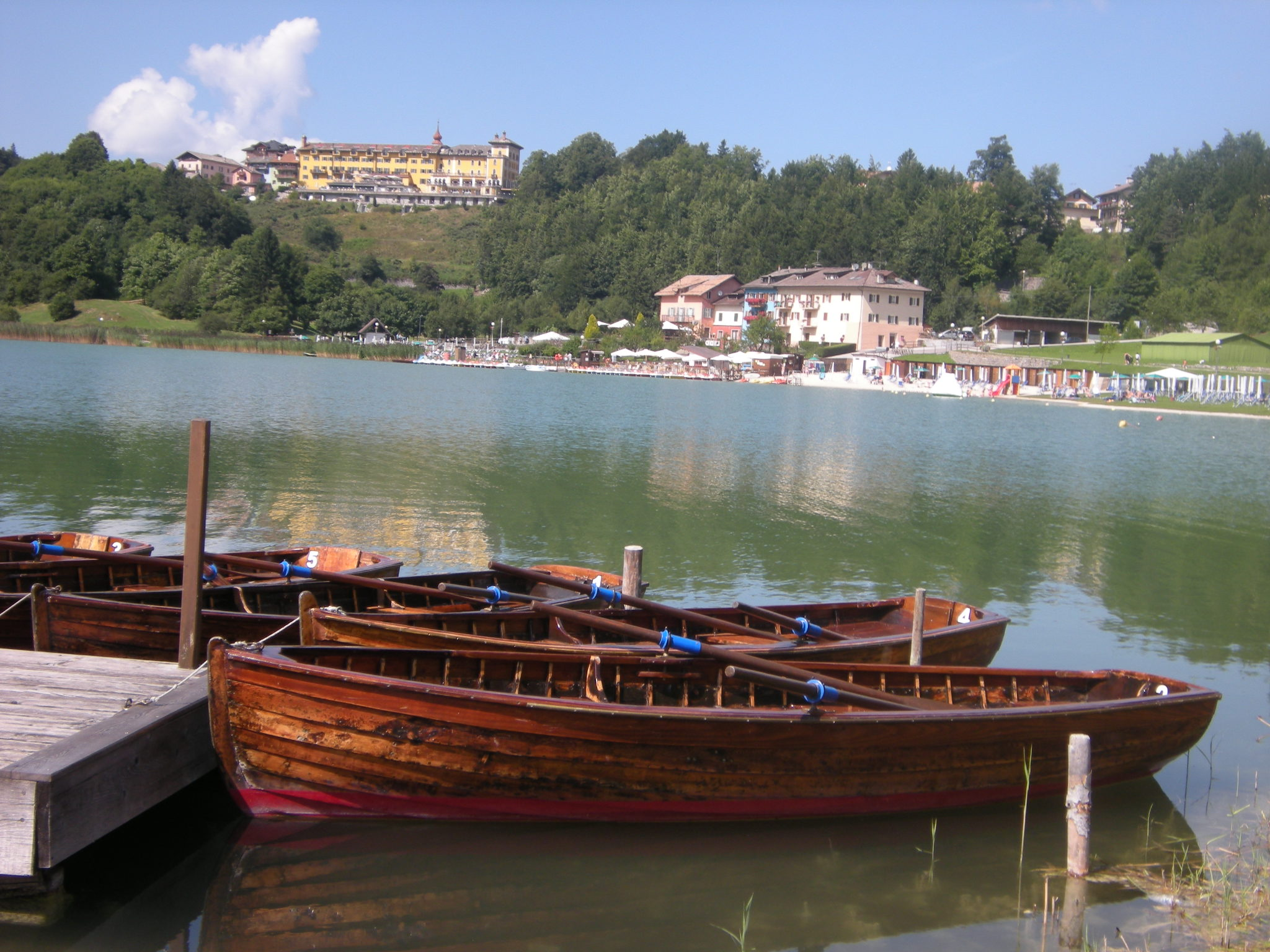
Lavaronesee
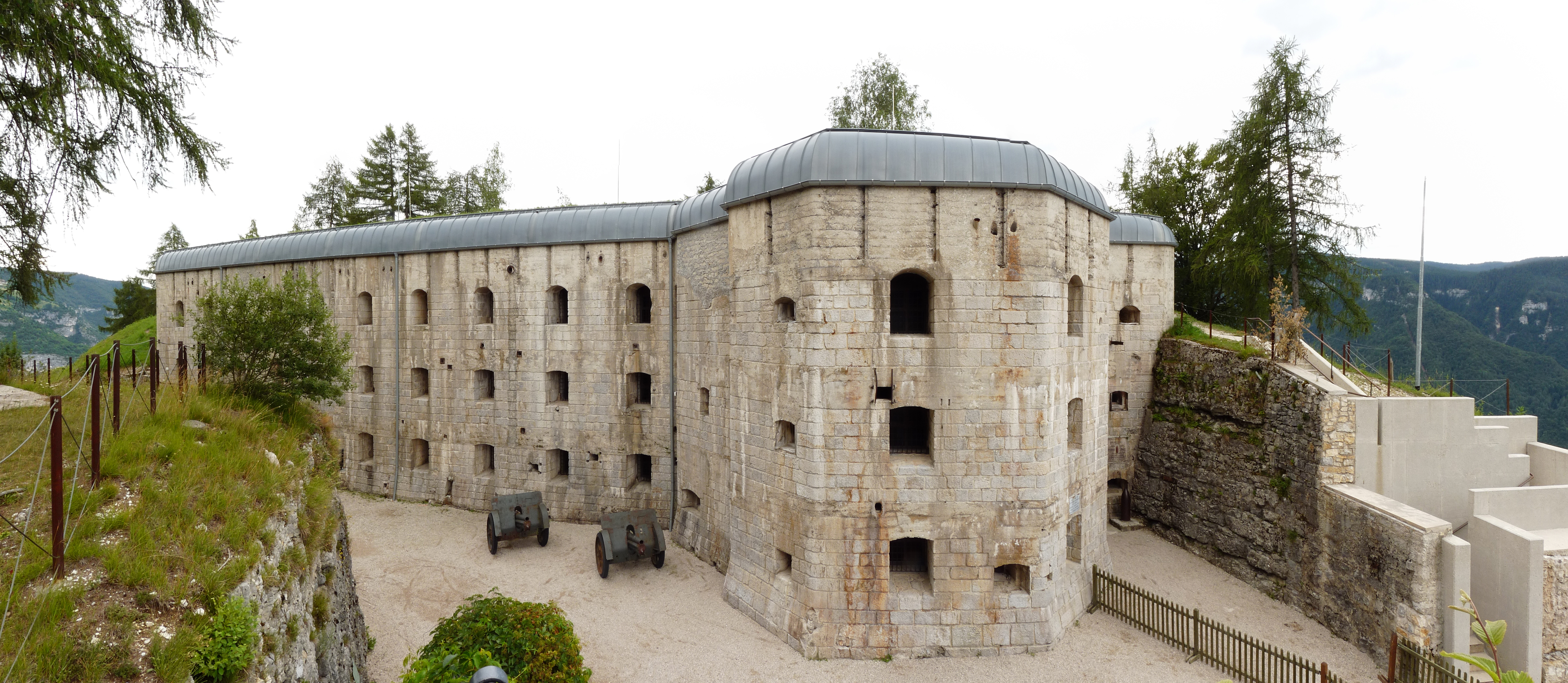
Werk Belvedere-Gschwendt

## Sprache
Lavarone war bis ins 20. Jahrhundert hinein gemeinsam mit der Nachbargemeinde Folgaria Teil einer heute nur noch aus der Gemeinde Lusern bestehenden Zimbrischen Sprachinsel im Trentino. Es wird angenommen, dass die Siedler aus den Dreizehn Gemeinden oder eher aus den näher gelegenen und siedlungsgeschichtlich älteren Sieben Gemeinden auf der Hochfläche von Sleghe / Asiago kamen. Heute ist der deutsche Dialekt als Muttersprache durch die italienische Sprache vollständig verdrängt. Zahlreiche Flurnamen und lokale Bezeichnungen lassen noch die zimbrische Geschichte der Orte erkennen.
In Lavarone und Folgaria wurde bis Anfang des 20. Jahrhunderts noch zimbrisch gesprochen, doch während des Faschismus (1922–1943) wurden alle zimbrischen Traditionen und die Sprache im öffentlichen und privaten Bereich infolge der Politik der Italianisierung durch Mussolini und Ettore Tolomei unterdrückt und verboten.
Seitdem 2006 die Volksschule von Lusern wegen zu geringer Schüleranzahl schließen musste, besuchen die Luserner Kinder die Volksschule in Lavarone. Hier wird die zimbrische Sprache als Wahlfach unterrichtet: Von diesem Angebot machen auch viele Kinder aus Lavarone und aus den Nachbardörfern Gebrauch, obwohl das Zimbrische hier schon seit Jahrzehnten ausgestorben ist.

## Wirtschaft
Die Gemeinde lebt hauptsächlich vom Tourismus. Im Winter eignet sich die Hochfläche sehr gut für den Skilanglauf, im Sommer zum Wandern und für Mountainbiking. Außerdem spielt in Lavarone die Käseproduktion eine Rolle (Vézzena DOP).

## Gemeindepartnerschaften
- Malgrate  Lombardei, seit 1979
- Prato  Toskana, seit 2002
- Braunau am Inn  Oberösterreich, seit 2005

## Persönlichkeiten
- Fritz Dietrich (1898–1948), österreichischer SS-Führer und Polizeipräsident